# Микуличі (Бучанський район)
Мику́личі — село в Україні, у Бучанському районі Київської області. Населення становить — 2543 особи. Входить до складу Немішаївської селищної громади.
Селом протікає р. Топорець.

## Історія
У дорадянський час існувала дерев'яна церква Різдва Богородиці, збудована 1782 року. Замість неї впродовж 1907-1909 рр. було збудовано нову цегляну церкву. У радянський час (1936 рік) церкву було закрито та знищено, а поруч із тим місцем, де стояв храм - побудовано клуб. Неподалік у наш час збудовано нову церкву. На місці знищеного храму встановлено пам'ятний знак, місце вівтаря храму позначене хрестом та виділене каміннями.
Метричні книги, клірові відомості, сповідні розписи церкви Різдва Пресвятої Богородиці с. Микуличі (приписні с.с.* Мироцьке, Старе Село, пос. Немишаєве, Клавдієво, Маковище (1910)) Гостомельської волості Київського пов. Київської губ. зберігаються в ЦДІАК України. 
До 12 червня 2020 року було центром Микулицької сільської ради.

## Населення

### Мова
Розподіл населення за рідною мовою за даними перепису 2001 року:
| Мова            | Кількість | Відсоток |
| --------------- | --------- | -------- |
| українська      | 2490      | 97.92%   |
| російська       | 45        | 1.77%    |
| білоруська      | 5         | 0.20%    |
| інші/не вказали | 3         | 0.11%    |
| Усього          | 2543      | 100%     |

## Відомі люди
- Гончаренко Іван Теодосійович — сотник Армії УНР.
- Іванченко Олександр Олександрович (1999—2023) — старший солдат Збройних сил України, учасник російсько-української війни.

## Цікавий факт
У 2015 році в селі збудовано перший в Україні серійний енергоефективний будинок.